# Chrysorithrum flavomaculata
Chrysorithrum flavomaculata är en fjärilsart som beskrevs av Bremer 1861. Chrysorithrum flavomaculata ingår i släktet Chrysorithrum och familjen nattflyn. Inga underarter finns listade i Catalogue of Life.